# Woodensky Cherenfant
Woodensky Cherenfant, surnommé Babalito, est un footballeur haïtien né le 16 janvier 1995 à Fort-Liberté. Il joue au poste d'ailier au sein du FICA, club du championnat haïtien de football.

## Biographie
Non retenu par Patrice Neveu pour disputer la Copa América Centenario, malgré son statut de meilleur joueur du championnat haïtien en 2016, Cherenfant annonce dans la foulée son départ pour le championnat dominicain et le Cibao FC. Après deux ans et demi passés au Cibao FC, où il a notamment l'occasion de remporter le CFU Club Championship en 2017, il est transféré à l'Atlético Pantoja en janvier 2019.

## Palmarès

### Collectif
- FICA :
  - Champion d'Haïti en 2015 (clôture) et 2016 (clôture).

- Cibao FC :
  - Vainqueur du CFU Club Championship en 2017.
  - Champion de République dominicaine en 2018.

### Individuel
- Élu deux fois meilleur joueur haïtien en 2015 et 2016[1].
- Meilleur buteur du tournoi d'ouverture du championnat d'Haïti en 2016 (10 buts).
- Meilleur buteur du CFU Club Championship en 2017 (7 buts, ex æquo avec l'Antiguais Tevaughn Harriette).